# El Habillal
El Habillal es una localidad del estado mexicano de Michoacán. Es parte del municipio de Lázaro Cárdenas.

## Demografía
| Gráfica de evolución demográfica |
|                                  |

| Censo | Población |
| ----- | --------- |
| 1910  | 142       |
| 1921  | 98        |
| 1930  | 225       |
| 1940  | 142       |
| 1950  | 438       |
| 1960  | 686       |
| 1970  | 1106      |
| 1980  | 1645      |
| 1990  | 2108      |
| 2000  | 1890      |
| 2010  | 1691      |
| 2020  | 1934      |